# گوسی (روستا)
گوسی روستایی در استان نیلا در کشور بورکینافاسو است. گوسی ۵۱۶ نفر جمعیت دارد.